# 西松三好
西松 三好（にしまつ みよし、1898年 <明治31年> 10月6日 - 1971年 <昭和46年> 10月22日）は、日本の経営者。西松建設社長を務めた。位階は従四位。

## 経歴
新潟県出身。1922年に京都帝国大学工学部土木学科を卒業し、1926年12月に西松組(のちの西松建設)に入社。1936年に代表幹事を経て、1937年10月に副社長に就任し、1947年5月には社長に昇格。
1956年に藍綬褒章を受章し、1968年11月に勲三等瑞宝章を受章。
1971年10月22日、急性心筋梗塞のために死去。73歳没。死没日付をもって従四位に叙され、勲三等旭日中綬章を追贈された。